# Oldřich II van Bohemen
Oldřich II van Olomouc (1134 - 18 oktober 1177) was van 1173 tot 1177 hertog van Olomouc, een van drie hertogdommen in Moravië.

## Levensloop
Hij was een van de jongere zoons van hertog Soběslav I van Bohemen. Zijn tweede broers Soběslav II en Wenceslaus II waren ook hertog van Bohemen en zijn zus Maria werd door haar huwelijk met Leopold IV van Oostenrijk markgravin van Oostenrijk en hertogin van Beieren.
In 1152 probeerde hij om keizer Frederik I Barbarossa van het Heilig Roomse Rijk te overtuigen om hem hertog van Bohemen te maken in plaats van zijn neef Wladislaus II. Hij probeerde dit te doen door Frederik om te kopen met een grote som geld. Met een interventie probeerde de bisschop van Praag dit tegen te houden. Uiteindelijk werd overeengekomen met alle partijen dat Wladislaus II hertog van Bohemen mocht blijven en dat Oldřich in ruil het kasteel van Hradec Králové en de regio van dit kasteel kreeg.
Het akkoord hield echter niet lang stand en Oldřich trok in ballingschap naar Polen en daarna naar het hof van keizer Frederik Barbarossa. Daar woonde hij tot in 1162 en was in zijn periode aan het hof een loyale aanhanger van de keizer. Ook nam hij deel aan meerdere Italiaanse campagnes van de keizer.
In 1172 deed hertog Wladislaus II van Bohemen afstand van de troon ten voordele van zijn zoon Frederik. Dit leidde tot heel wat verzet binnen de Boheemse adel en ook keizer Frederik Barbarossa weigerde Frederik te erkennen als hertog van Bohemen. In 1173 werd Frederik afgezet en benoemde Frederik Barbarossa Oldřich II tot de nieuwe hertog van Bohemen. Oldřich weigerde de functie echter ten voordele van zijn oudere broer Soběslav II. Als dank kreeg Oldřich het hertogdom Olomouc. In 1177 overleed hij.
Oldřich huwde tweemaal: de eerste maal met Cecilia van Thüringen, dochter van landgraaf Lodewijk I van Thüringen, de tweede maal met Sophia van Meißen, dochter van markgraaf Otto II van Meißen. Beide huwelijken bleven kinderloos.